# Stephen Harding
Stefan Harding, född omkring 1059 i Dorset, England, död den 28 mars 1134, var en fransk abbot.
Stefan Harding var den tredje abboten i Cîteaux, för vilket han utarbetade en ny klosterregel, grundläggande för cisterciensorden. Harding räknas, tillsammans med Robert av Molesme och Alberik, som cisterciensordens grundare. De har numera (sedan 1965) en gemensam dag i helgonkalendern, den 26 januari.
Harding har i historieskrivningen hamnat i skymundan, i skuggan av sin store samtida Bernhard av Clairvaux, men modern forskning har påvisat att ordens expansion hade börjat redan innan denne anslöt sig.